# Алелопатія

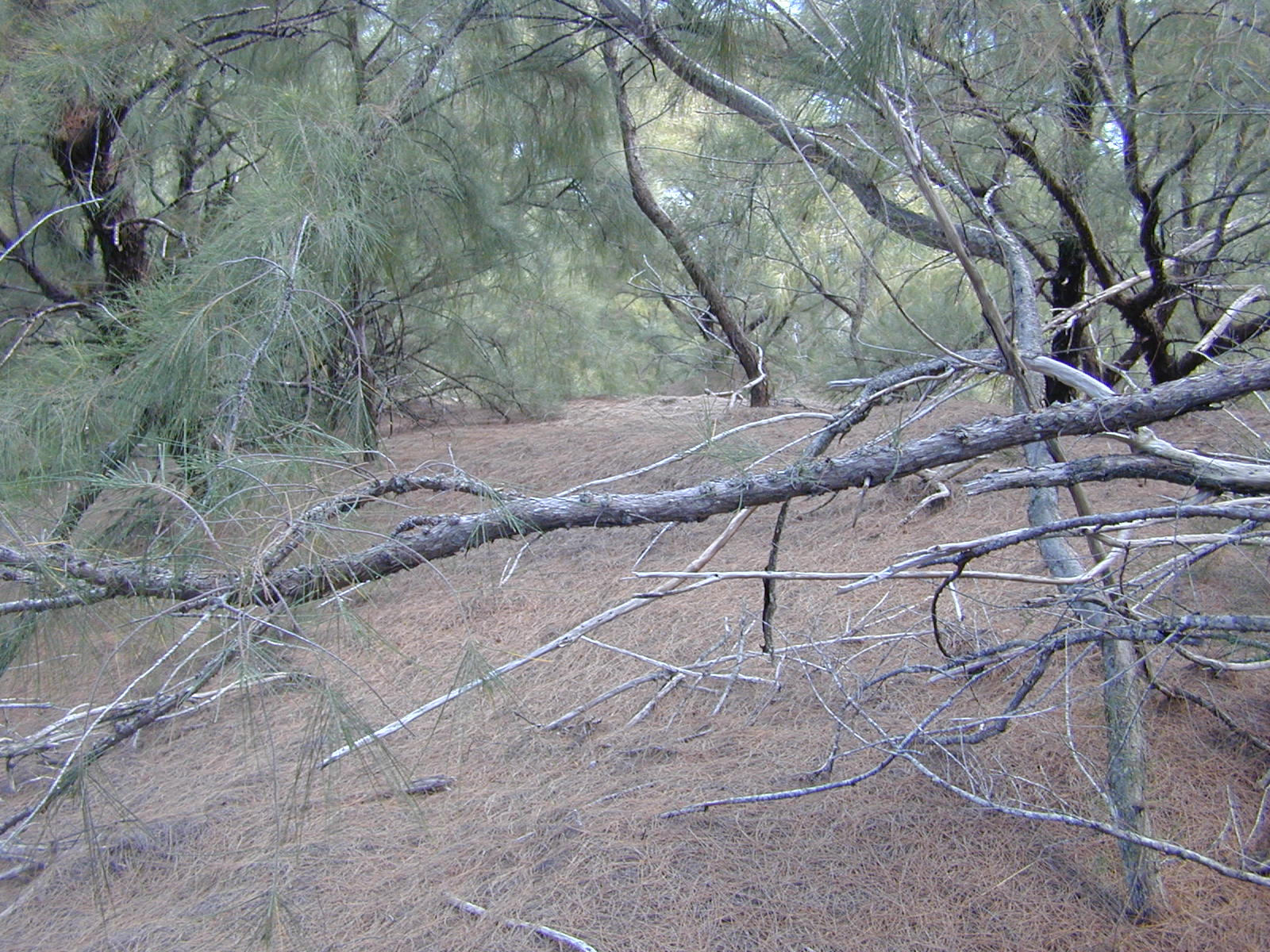
Через алелопатію в казуариновому лісі, попри добру освітленість і наявність вологи, не ростуть інші види рослин

Алелопа́тія (від грец. αλλήλων — «взаємно» і πάθη — «страждання») — властивість рослин, грибів, мікроорганізмів виділяти органічні сполуки, які пригнічують проростання, ріст, розвиток і здатність до розмноження інших організмів.

## Сутність
Носієм алелопатичної дії є фізіологічно активні речовини — коліни, хімічна природа яких дуже різноманітна й непостійна навіть у одного виду.
Класичним прикладом алелопатії може служити сукцесія специфічного типу каліфорнійської рослинності — чапараля. Це рослинне угруповання складається переважно з чагарників шавлії білолистої (Salvia leucophylla), чамісу, мучниці та інших лучних рослин. Навколо багатьох особин шавлії існують кільця завширшки до 2-3 м, де не росте трава через накопичення в ґрунті токсинів (головним чином, терпенів камфори й цинеолу).
Приблизно раз на 12-15 років чапараль охоплюють природні пожежі. Під час пожеж вогонь руйнує терпени, і вся ділянка знову «захоплюється» лучною рослинністю. Однак з появою чагарників шавлії білолистої «пролисини» відновлюються. Коментуючи це явище, Т. А. Работнов робить припущення про можливість «… пояснити розподіл рослинності, що спостерігається, можна, конкуренцією за воду… Тим не менш немає підстави заперечувати можливість алелопатичного ефекту шавлії на однорічники. Необхідно лише підкреслити, що алелопатичний вплив завдає місцева рослина (шавлія білолиста) на еволюційно не пов'язані з нею, занесені до Каліфорнії з Західної Європи однорічні рослини …».

## Сучасний стан
В останні роки отримано досить багато даних про роль алелопатії, особливо в агроекосистемах. Наприклад, серед інтродукованих в Україні декоративних рослин найбільші алелопатичні властивості виявив айлант найвищий.
Наявність взаємних алелопатичних впливів різних порід плодових дерев — фактор, котрий потрібно враховувати в садівництві. Прийнято вважати, приміром, що вишня і яблуня — погані сусіди.
За ініціативою Індії у 1998 році була заснована Міжнародна алелопатична спілка (англ. International Allelopathy Society). Її призначення полягає у популяризації та розширенні досліджень і знань про алелопатію у всьому світі.

## Приклади алелопатії

### Позитивна алелопатія
- фіялка польова, вика — для жита;
- цибуля, кольрабі — для буряка;
- квасоля, кукурудза, горох, редька, соняшник — для огірка;
- квасоля, кукурудза, капуста, хрін, льон — для картоплі;
- горох, салат, цибуля, цибуля пора, помідори — для моркви;
- кукіль, волошка, кукурудза — для пшениці;
- конюшина, люцерна — для злаків;
- рижій — для льону;
- морква, редиска, полуниця, огірок і шпинат — для салату;
- ароматичні рослини, картопля, селера, кріп, шавлія, буряк, цибуля — для хрестоцвітих рослин;
- жеруха — для щириці;
- картопля, горох, квасоля, огірок, гарбуз, кабачок, біб, пшениця — для кукурудзи;
- картопля, морква, огірок, капуста — для квасолі.

### Негативна алелопатія
- цибуля, часник, гладіолуси — для квасолі;
- гарбуз, кабачок, огірок, соняшник, помідор, мак, лобода біла — для картоплі;
- квасоля, гірчиця — для буряка;
- жовтецеві — для кукурудзи;
- кріп — для моркви;
- деревій — для злаків;
- блекота чорна — для конюшини;
- мак дикий, будяк — для пшениці;
- мак дикий — для ячменю та жита;
- полуниця, помідор, квасоля — для хрестоцвітих рослин (капустяні);
- картопля, ароматичні трави — для огірка;
- ялівець — для груші.